# سرویس مستر
سرویس مستر (انگلیسی: ServiceMaster) شرکت خدمات آمریکایی است، که در سال ۱۹۲۹ تأسیس شد.